# Ааронский, Николай Викторович
Никола́й Ви́кторович Ааро́нский (Аро́нский) (1860—1929) — российский революционер, народник, член партии «Народная воля».

## Биография
Родился в 1860 году в Черниговской губернии в дворянской семье (отец его был титулярным советником). Учился в Нежинской гимназии. Будучи гимназистом, в 1878—1880 годы участвовал в деятельности местного революционного кружка: распространял запрещённые издания (в частности, прокламацию Исполнительного комитета «Народной Воли» по поводу покушения 19 ноября (1 декабря) 1879 года), через Н. Подревского поддерживал связь с киевскими революционерами. Письма, найденные при обыске у Н. Подревского и указывавшие на принадлежность Н. Ааронского к революционному сообществу, послужили причиной ареста последнего в феврале 1880 года; обвинялся в сношениях с лицами, «преследующими преступные цели». Был отпущен на поруки с денежной ответственностью в 500 рублей и ввиду недостатка улик к июню 1880 года дело было прекращено.
В 1881 году — студент 1-го курса медицинского факультета Киевского университета. В апреле 1881 года в Киеве при обыске у него были найдены паспорта, бланки, гектографированная программа партии «Народная Воля», переписанная рукою В. Бычкова, рисунок печати киевской секции партии «Народной Воли», фальшивые печати и прочее. Был арестован 16 апреля 1881 года и заключён в Киевский тюремный замок. По делу о народовольческом кружке (дело Вл. Бычкова, Гр. Пархоменко и др.) обвинён в принадлежности к народовольческому кружку, в распространении народовольческих изданий и в собирании денег на революционные цели.
По Высочайшему повелению от 14 октября 1881 года выслан под гласный надзор в Восточную Сибирь. 18 ноября 1881 года отправлен в Московскую пересыльную тюрьму; после постановления Особого совещания от 24 мая 1882 года, определившего срок надзора в пять лет, считая с 14 октября 1881, отправлен в ссылку. 4 августа 1882 года прибыл в Красноярск, затем был отправлен в Киренск (Иркутская губерния). Изъят от действия манифеста 15 мая 1883 года. Постановлением Особого совещания от 23 октября 1886 года срок гласного надзора продлён ещё на два года, ходатайства о сокращении срока и переводе в Томск не удовлетворены.
С 4 ноября 1888 года — под негласным надзором с запрещением проживания в Черниговской и Киевской губерниях в течение двух лет, а в столицах и столичных губерниях — на общем основании. В 1888—1890 годы служил по вольному найму статистиком в Иркутске при канцелярии Иркутского генерал-губернатора. Участвовал в исследованиях землепользования и хозяйственного быта сельского населения Иркутской (Верхоленский округ) и Енисейской (Канский и Минусинский округа) губерний.
В 1891 году приехал в Нижний Новгород, до 1899 года служил в статистическом отделе Нижегородской губернской земской управы по вольному найму, затем в штате.
С 1899 года служил в статистическом бюро Полтавской губернской земской управы; находился в сношениях с поднадзорными. 26 августа 1899 года получил разрешение на повсеместное проживание, с 12 марта 1903 года освобождён от негласного надзора. Работал переводчиком.
Умер в 1929 году.